# 克烈
克烈，遼、金時代蒙古高原的強大部族。居地在土拉河、鄂爾渾河上游一帶。或譯作「克列夷、怯烈、怯里亦、客列亦惕、凱烈」等。《遼史》稱為「阻卜」或「北阻卜」，亦作「達旦」。據《史集》記載：古昔此部之王生有八子，皆皮膚黝黑，因被稱為「克烈」，後來諸子之裔各成部落，自立姓氏，唯繼承王統的一支以克烈為名，其餘諸部都服屬於克烈之王。克烈分支見於記載者有：只兒斤、董合亦惕（或作斡欒·董合亦惕，斡欒意為多）、撒合亦惕，禿別干（或作土滿土伯夷，土滿意為萬）、阿勒巴惕。
克烈族屬，學者意見不一，或主突厥說，或主蒙古說。主突厥說者或認為是9世紀中葉隨黠戛斯南下的謙河地區部落，或認為是回鶻汗國滅亡後留居本土的回鶻遺民，主蒙古說者認為是唐朝中期西遷的九姓韃靼後裔。元朝人視克烈為蒙古，陶宗儀《南村輟耕錄》將克烈列於「蒙古七十二種」中，與屬突厥語的乃蠻、汪古、畏兀兒等劃入色目的部族區別開來。

## 歷史

### 部族起源
克烈部是一個古老的部族，它的歷史可以上溯到9－10世紀時代的九姓韃靼。在回鶻汗國時期，包括九姓韃靼在內的室韋——韃靼人與回鶻政權發生過多次戰爭。唐開成五年（840年），回鶻汗國被黠戛斯擊敗，由此引起了大批回鶻人的西遷。但占領回鶻故地的黠戛斯人並未在回鶻故地久留，這一地區很快由九姓韃靼等室韋—韃靼人占據，以後他們大致就活動在這塊後來稱為蒙古高原的地區。
遼王朝建立前後，契丹人的勢力向蒙古高原擴張，先後征服了蒙古高原各部，九姓韃靼也被納入了遼王朝的統治下。《遼史》中九姓韃靼分別以達旦國、達旦國九部、阻卜九部及北阻卜等名稱出現，其居地大體在土拉河、鄂爾渾河一帶，與12世紀克烈部的居地相當。即九姓韃靼是較早遷入蒙古高原的室韋一韃靼人，所以他們的後裔克烈部人也應是蒙古人，《史集》說到克烈部自認為「他們是蒙古人的一種」。但是由於他們長期同突厥語各部的交往和混合，被較深地突厥化了。

### 遼金時期的克烈
10世纪中叶前，克烈曾被塔塔兒部征服，辽朝中期征服了克烈诸部，敍利亞文史料提到，遼初克烈部長在狩獵時遇大雪，遇到在這裡活動的景教教士，舉部皈依景教（正史說是11世紀）。也有傳說是因為該部部長在暴風雪中遇險時，聖人馬·薛里吉思向他顯現並救其脫離險境而令他改宗基督教（景教）。遼壽昌六年（1100年），部長磨古斯（Marcus）反叛失敗，被殺。金初，其子忽兒扎胡斯汗即位，與蔑兒乞人衝突，其子脫斡鄰勒（王汗）被掠為奴，忽兒扎胡斯汗救出。後和塔塔兒人衝突，脫斡鄰勒與其母被掠。其父逃亡乃蠻。乃蠻助他復國，父死，脫斡鄰勒殘害兄弟，爭取汗位。把其叔菊兒汗逐出部落，脫斡鄰勒靠也速該幫助奪得汗位。與也速該結為「安答」（義兄弟），铁木真曾借助脫斡鄰勒和金朝完颜襄討伐塔塔兒，脫斡鄰勒應戰，有功，受金国册封為王，称「王汗」。
1190年代，克烈內亂，王汗逃亡西遼，於金明昌七年（1196年）返回黑林，後來在成吉思汗幫助下復國，後來和乃蠻衝突，在金泰和三年（1203年）和成吉思汗衝突，蒙古部先敗後勝，克烈大敗，王汗逃亡乃蠻，被邊將豁里·速八赤所殺。其子桑昆先逃亡西夏，前往庫車，為國主所殺，克烈正式滅亡。

### 滅亡之後的克烈

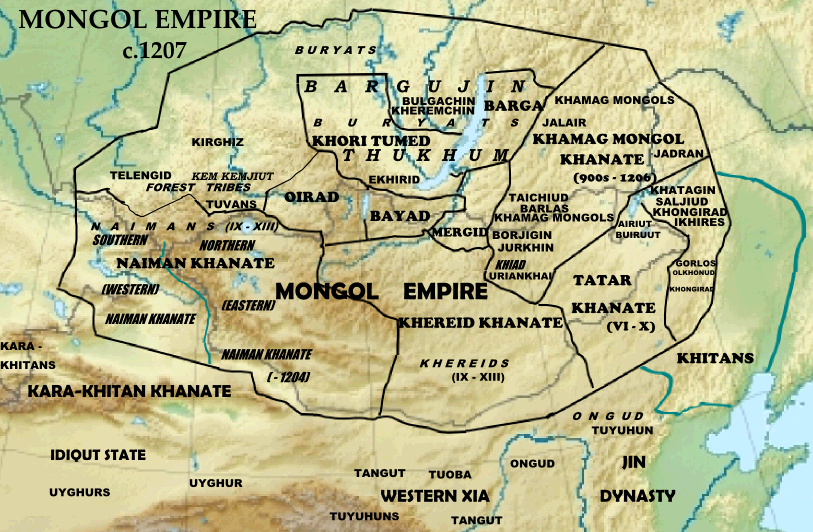
元太祖二年（1207年）的蒙古高原部落

亡國後的克烈人一部分留在原地，其他的西遷至中亞，成為各突厥民族的組成部落之一。
現在哈薩克族的克烈部分阿巴克和阿夏馬伊勒兩個分支。

## 宗教
13世紀的敘利亞東方正統教會波斯地區主教巴爾希伯勞斯在他的著作《敍利亞編年史》（Chronicon Syriacum）中述及克烈部改宗基督教聶斯脫里派教會（景教）的事件，並把時間定在回曆398年，即公元1009年：「就在這一年，有個叫克烈人的民族，為突厥諸族之一，居住在靠東的國家內地，其信奉了基督教；因為其國王遇到了奇蹟，被指示皈依並接受洗禮。」巴爾希伯勞斯在另一本著作《聖教年鑑》（Ecclesiastical Chronicle）中更詳細地敍述了事件經過：「有個叫克烈人的民族，其國王曾在其國家的一座高山打獵，適遇暴風雪，完全迷了路。當他正對得救絕望時，有位聖者在他面前顯聖，對他說道：『如果你相信基督，祂就會領你到正確的方向，你就不會死在這裡。』當國王向聖者保證願意成為基督教羊欄裡的羔羊後，聖者給他指了路，帶領他脫險。當他安全到達帳篷後，他召集了正在那裡的基督教商人，與他們商討信奉基督教的問題；商人們回答他，這非通過洗禮不可。於是，他向衆商人要了一部《福音》，每天向其禮拜。國王還詢問關於齋戒的問題，因為部落裡除了肉和牛奶，別無其他食物。當時隨國王皈依基督教的人數達到二十萬，於是，宗主教寫信給都主教，要他派出兩個人，一為教士，一為執事，帶齊聖壇一切用品，到那裡去為改宗的人們行洗禮，並把教會的禮俗傳給他們。至於大齋節的齋戒問題，如果在他們那裡找不到適合大齋節的食物，則可允許他們喝牛奶，但不得食肉。」。
在更早期的12世紀，一位名叫馬里·伊本·蘇萊曼的聶斯脫里基督教作家用阿拉伯語寫成《寶塔書》，其中也述及克烈部的改宗，且所述故事與上類似。不同的是，書中把國王所遇到的聖徒明確定為撒馬爾罕的馬·薛里吉思，在中亞和東亞的聶斯脫里基督教會裡，他是一位很著名的聖徒。該書還記述了國王皈依基督教以後的情況：「該王建了一座樓閣以設置祭壇，裡邊陳放一個十字架和一部《福音書》……他把一匹牝馬拴在那裡，取其奶置於《福音書》和十字架之上，又在馬奶的上空，背誦他已學過的祈禱文並劃十字架；然後他及其子民，便相繼各喝一口馬奶。他們沒有復活節所需的麥子和酒，為此都主教曾請示宗主教該怎麼辦。至於禁慾方面，在大齋節，他們不得食肉，祇限於飲奶。如果他們慣常飲用酸奶，就得改變一下習慣，以甜奶代之。」
「鐸德約翰」的傳奇也同克烈人有關，這部傳奇在中古歐洲廣泛流傳，因為當時的歐洲人希望這位約翰王能幫助對付共同的敵人穆斯林。巴爾希伯勞斯在《敍利亞編年史》中更明確地將傳奇人物約翰王與克烈部首領王汗等同起來，可能是因為「王汗」一名的發音類似敘利亞語的訛稱，即約翰。

## 著名人物
- 王汗
- 札合敢不
- 桑昆
- 唆魯禾帖尼
- 脫古思可敦

## 部落印記
| Clan         | Subclan    | 塔木加 |
| ------------ | ---------- | ------ |
| 克烈部塔木加 |            |        |
|              | 阿夏馬伊勒 |        |
|              | 阿巴克克烈 |        |

## 延伸阅读
[在维基数据编辑]
 《新元史/卷118》，出自柯劭忞《新元史》